# Бащенко Олександр Петрович
Олександр Петрович Бащенко (* 30 липня 1913 — 10 жовтня 1944) — командир взводу танків 1-го танкового батальйону 31-ї Кіровоградської двічі Червонопрапорної, ордена Суворова танкової бригади 29-го ордена Леніна, Червонопрапорного, ордена Суворова танкового корпусу 5-ї гвардійської танкової армії 1-го Прибалтійського фронту, лейтенант.

## Біографія
Народився 30 липня 1913 року в селі Бендюгівка Київської губернії Російської імперії, нині Обухівського району Київської області, в селянській родині. Українець.
Закінчив сільську школу і працював у колгоспі.
У 1935 році був призваний до лав Червоної Армії. Демобілізувався в 1937 році. Член КПРС з 1940 року. У 1941 році закінчив Академію харчової промисловості. Працював в «Югозаготзерно» Полтавської області. Вдруге призваний в армію в 1941 році. У 1942 році закінчив курси молодших лейтенантів і воєнкомів танкових рот при Камишинському танковому училищі.
У 1944 році закінчив Харківське танкове училище. У боях Другої світової війни з квітня 1944 року. Воював на Південному, Північно-Кавказькому, Центральному і 1-му Прибалтійському фронтах.
Восени 1944 року закінчувалося перегрупування військ з ризького напрямку в район Шяуляя, і танкісти 31-ї танкової бригади спішно готували свої «тридцятьчетвірки» до майбутнього бою. Йшов третій день наступу. Незважаючи на дощі і непролазний бруд, наші війська завершили прорив першої смуги оборони противника. Танковий взвод лейтенанта О. П. Бащенка відбивав контратаки, переслідував відступаючого противника. Грізні «Т-34» з ходу вели вогонь, ішли на таран ворожих машин, вогнем і гусеницями змітали з радянської землі окупантів.
Досягнувши першими тилового рубежу, танки передового загону зустріли потужний вогонь супротивника з опорного пункту. Досвід попередніх боїв підказав: треба зайти з флангів і атакувати з тилу. Маневр удався, і зелені ракети з командирського танка вказали шлях головним силам бригади. І знову — вперед. Потрібно негайно форсувати річку Мінія і захопити плацдарм. О. П. Бащенко повів свої танки на граничній швидкості, виграв час і раніше відступаючого противника опинився на західному березі. Комбригу відправлена радіограма: «Ведемо бій, чекаємо вас на плацдармі».
Далі без відпочинку взвод лейтенанта О. П. Бащенка атакує станцію Кретинга. Стрімкість атаки не дала можливості ворогові знищити колійне господарство. Нацисти залишили два ешелони з військовим майном і двісті вбитих. А до вечора бригада вийшла до Балтійського моря. І цього разу першими були танки лейтенанта О. П. Бащенко.
Настало 10 жовтня 1944. Йшов п'ятий день запеклої битви. Танкісти натрапили на підготовлений рубіж оборони. Лейтенант повів у розвідку свої «тридцятьчетвірки». Вони маневрували, вислизали від вогню противника, відходили, чи не розвертаючись, заднім ходом. Танкісти вміло використовували всі прекрасні якості танка «Т-34». Лейтенант О. П. Бащенко особисто знищив два важких танка «Т-5» і три гармати. Але сили були нерівними. Щільність важких танків і артилерії у противника була велика.
У цьому бою доблесний син України Олександр Петрович Бащенко віддав своє життя за визволення народів Прибалтики від нацитських окупантів.
Похований на військовому кладовищі в місті Кретинга  Клайпедського повіту Литви.

## Нагороди
- Указом Президії Верховної Ради СРСР від 24 березня 1945 року за проявлену мужність, відвагу і геройство в боях при звільненні Прибалтики лейтенанту Олександру Петровичу Бащенко посмертно присвоєно звання Героя Радянського Союзу.
- Нагороджений орденом Леніна, орденом Червоної Зірки, а також медалями.

## Пам'ять
- Ім'ям Героя названа вулиця в рідному селі.
- Його ім'я носили піонерська дружина, комсомольський загін району та школа в рідному селі.
- На залізничній станції Кретинга встановлена меморіальна дошка.